# Night of Terror
Night of Terror (en España: Noche de terror) es una película de terror estadounidense de 1933 dirigida por Benjamin Stoloff y protagonizada por Bela Lugosi, Sally Blane, Wallace Ford y Tully Marshall. A pesar de que fue el mejor pagado, Bela Lugosi tiene un papel relativamente pequeño.

## Sinopsis
Ambientado en una vieja mansión lúgubre, un joven científico prueba un experimento que consiste en enterrarse vivo tras inyectarse una fórmula que le permite sobrevivir sin oxígeno. Pero mientras está enterrado ocurren una serie de horribles desgracias.

## Reparto
- Bela Lugosi - Degar, un  sirviente hindú
- Sally Blane - Mary Rinehart
- Wallace Ford - Tom Hartley
- Tully Marshall - Richard Rinehart
- George Meeker - Arthur Hornsby
- Edwin Maxwell - El Maníaco (solo secuencia final)
- Gertrude Michael - Sarah Rinehart
- Bryant Washburn - John Rinehart